# Homblières
Homblières är en kommun i departementet Aisne i regionen Hauts-de-France i norra Frankrike. Kommunen ligger  i kantonen Saint-Quentin-Sud som ligger i arrondissementet Saint-Quentin. År 2022 hade Homblières 1 425 invånare.

## Befolkningsutveckling
Antalet invånare i kommunen Homblières
Referens: INSEE